# Imperi Songhai

Imperi Songhai, c. 1500

L'Imperi Songhai és un dels més antics de l'oest de l'Àfrica. Va ser fundat en Koukia el segle vii pel cap amazic Za el-Aiamen, que fugia de la invasió àrab. Va gaudir fins al segle xi d'una important posició comercial a vores del riu Níger, on la dinastia islamitzada dels Dia va fundar la seva capital a Gao. Segons al-Bakri només el rei era musulmà, mentre el poble continuava sent animista. Aquesta primera dinastia és anomenada pels historiadors com a Za o Zuwa i gairebé no se'n sap res més que les llistes de noms de sobirans conegudes per les cròniques locals. S'han descobert unes pedres reials de tombes a Gao-Sané que podrien indicar una dinastia desconeguda relacionada amb els almoràvits i els sanhadja, que hauria governat al final del segle xi i inicis del xii, però la relació entre aquests reis i els Zuwa és problemàtica. Inscripcions posteriors esmenten no obstant el títol zuwa.

## Història
Els historiadors discrepen sobre quan es va produir l'annexió de Gao com a província de Mali. Per a uns va ser en època del mansa Ulé I mentre que, per a uns altres, va ser el mansa Musa I el que va realitzar la conquesta.
A partir de 1400 els prínceps songhai de Gao van començar a independitzar-se de Malí fins que van aconseguir la plena independència amb Sonni Alí (1464-1492), veritable artífex de l'Imperi Songhai, combatent contra els peuls i els tuaregs. Aquest sobirà restaurador, animista convençut, va constituir en vint-i-set anys un poderós imperi que anava des de Kebbi, a l'actual Nigèria, fins a l'actual regió de Segu. Entre 1464 i 1468 va fer que el seu imperi songhai controlés el vital eix comercial Tombuctú-Djenné i, d'aquesta manera, tot el comerç transaharià. Sonni Alí va perseguir els musulmans i especialment els cercles intel·lectuals de Tombuctú lligats als tuaregs i fulbes. Tota la seva política en aquest sentit es va enfonsar amb la seva mort el 1492 quan va ser succeït pel seu fill, Sunni Baru, l'any 1492, però el 1493 el general soninké Mohamed Ture va desafiar la successió argumentant que el nou governant no era un musulmà fidel, va derrotar a Baru i va pujar al tron com "askia" Mohamed I i aconseguint l'apogeu de l'Imperi Songhai que es va convertir en un regne de confessió islàmica. Del seu pelegrinatge a La Meca, en 1496-97, va tornar amb el títol de califa, cosa que li va permetre realitzar una veritable reforma de la societat, segons els consells del jurista islàmic al-Maghili, i continuar les conquestes del seu antecessor Sonni Alí. Va instal·lar una burocràcia complexa, amb ministeris separats per a l'agricultura, l'exèrcit, i hisenda. Va designar un funcionari supervisor per a cadascun. Va ser un musulmà devot, va fundar escoles religioses públiques, mesquites i va obrir la seva cort a erudits i poetes del món musulmà. Entre 1514 i 1517 va conquistar les mines de Bambuk, va controlar els rics mercats de les ciutats hausa de Kano i Katsina i aconseguir mantenir al desert els tuaregs.
Mohamed I va ser destronat pels seus fills, iniciant-se un període d'inestabilitat a causa de les lluites fratricides entre els prínceps de la família reial, fins que a 1591 Ahmad al-Mansur, sultà de la dinastia sadita i sabedor de la debilitat interna de l'Imperi Songhai, va enviar contra ell un exèrcit de mercenaris, que el va conquistar després de la batalla de Tondibi. Després d'aquesta batalla el sobirà songhai va ser assassinat i l'Imperi es va convertir en una província del Sultanat Saadi. Tombuctú va ser destruïda per una expedició sadita equipada amb armes de foc, enviada pel sultà, que volia beneficiar-se del comerç d'or. Va arribar així la fi d'un dels grans imperis africans, que foren empesos cap a l'est a través del riu Níger on van poder establir el regne Dendi.

## Llista de sobirans de la dinastia Zuwa
- Alayaman (Za al-Aiaman) segle VII/VIII
- Zakoi
- Takoi (o Takay)
- Akoi (o Mata-Kay)
- Ku
- Ali-Fay
- Biyu-Kumoy
- Biyu
- Za-Kuroy
- Yama-Karaway
- Yama
- Yama-Danka-Kiba'u
- Kukuray
- Kinkin
- Kusoy Muslim Dam, vers 1000
- Han-Kuz-Wanku-Dam
- Biyu-Kî-Kîma
- Nintasanay
- Biyu-Kayna-Kinba
- Kayna-Shanyunbu
- Tib
- Yama-Dad
- Fadazu
- Ali-Kuru
- Bir-Fuluku
- Yasiboy
- Duru
- Zenku-Baru
- Bisi-Baru
- Bada
- Bisi Baro Ber, segle XII
- Desconeguts
- A Mali vers 1260-1275

Els historiadors discrepen sobre quan es va produir l'annexió de Gao com a província de Mali. Per a uns va ser en època del mansa Ulé mentre que, per a d'altres, va ser el mansa Kanku Musa I el que va realitzar la conquesta (mig segle més tard). La majoria d'historiadors no obstant suposen que la conquesta es va fer a la segona meitat del segle xiii. La dinastia que va seguir, els Sunni (també Si o Shi) foren probablement vassalls de Mali en la part final del segle xiii (o la primera part del XIV); el llibre Tarikh al-Fatttash dona als reis el títol de kot banandi o khalifat al-sultan i expressa una relació de supeditació als reis de Mali. A la meitat del segle xiv l'Imperi de Mali es va retirar de la regió i a partir de vers 1400 els prínceps songhai de Gao van començar a actuar de manera independent de Mali fins que van assolir la plena independència amb Sonni Alí Ber o Sunni Ali (1464-1492), verdader artífex de l'imperi songhai, combatent contra els fulbe i els tuaregs. Aquest sobirà restaurador, animista convençut, va constituir en vint-i-vuit anys un poderós imperi que anava des de Kebbi, a Nigèria, fins a l'actual regió de Ségou. Entre 1464 i 1468 va fer que el seu imperi songhai controlés el vital eix comercial Timbuctu-Djenné i, d'aquesta manera, tot el comerç transsaharià. Sonni Alí va perseguir als musulmans i especialment als cercles intel·lectuals de Timbuctu lligats als tuaregs i fulbes. Tota la seva política en aquest sentit es va ensorrar amb la seva mort el 1492.

## Llista de sobirans de la dinastia Sunni
- Ali Kolon, segona meitat del segle xiii
- Salman Nari
- Ibrahim Kabayao
- Uthman Gifo Kanafa, vers 1320
- Bar-Kayna-Ankabi
- Musa
- Bakr Zanku
- Bakr Dala-Buyunbu
- Mar-Kiray
- Muhammad Da'u
- Muhammad Kukiya
- Muhammad Fari
- Karbifu
- Mar-Fay-Kuli-Jimu
- Mar-Arkana
- Mar-Arandan
- Sulayman Dama Dandi, vers 1410-1440
- Silman Dandi, vers 1440-1464
- Ali 1464-1492
- Abu-Bakr Baro 1492-1493

A la mort d'Ali (1492) el seu fill i successor Baru no va defensar l'islam i el seu cosí i general Sarakollé Muhammad Turé ibn Abi Bakr es va revoltar i el va enderrocar (1493) fundant la dinastia Askia o Askiya (que vol dir "El més fort"). És conegut com a Àskia Muhàmmad I el Gran (1493-1528) i era d'origen meitat songhai (per la mare) i meitat soninké. Sota el seu govern es va produir l'apogeu de l'imperi songhay i va aconseguir islamitzar el regne. De la seva peregrinació a La Meca, en 1496-97, va tornar amb títol d'amir que li va concedir el califa abbàssida del Caire, la qual cosa li va permetre realitzar una verdadera reforma de la societat, segons els consells del jurista islàmic al-Maghili, i continuar les conquestes del seu antecessor Sonní Alí. Va instal·lar una burocràcia complexa, amb ministeris separats per a l'agricultura, l'exèrcit, i Hisenda. Va designar un funcionari supervisor per a cada un d'ells. Va ser un musulmà devot, va fundar escoles religioses públiques, mesquites i va obrir la seva cort a erudits i a poetes del món musulmà. Entre 1514 i 1517 va conquerir les mines de Bambuk, va controlar els rics mercats de les ciutats haussa de Kano i Katsina i va aconseguir mantenir al desert als tuareg. Va arribar a llocs llunyans com Galam (al riu Senegal) a l'oest, i al massís de l'Aïr a l'est, i encara que no sembla probable una conquesta dels estats hauses, si que hi va intentar exercir alguna influència especialment a Kano i Katsina i en va intentar excloure al Bornu. Muhammadu Kanta, un immigrant haussa esdevingué governador militar de facto de la sub-província de Kebbi de l'Imperi Songhai va declarar la  independència de Kebbi el 1516.
Muhammad I va ser destronat pels seus fills, iniciant-se un període d'inestabilitat a causa de les lluites fratricides entre els prínceps de la família real. Les conquestes paternes no van durar gaire i foren perdudes pels seus successors; el seu fill i cinquè successor Dawud (1549-1582) apareix fent campanyes als mateixos llocs que el seu pare ja havia conquerit. El 1588 es va produir una guerra civil, breu però desastrosa, va afeblir l'estat i quan el sultà del Marroc Mulay Àhmad al-Mansur, sabedor de la debilitat interna de l'imperi songhai, va enviar contra ell un exèrcit de mercenaris equipats amb armes de foc, sota comandament del basha Djawdar (1591) van aconseguir fàcilment els seus propòsits després de derrotar els songhais a la batalla de Tondibi. Després d'aquesta batalla el sobirà va ser assassinat i l'imperi va esdevenir una província del Marroc. Timbuctú va ser destruït per l'expedició marroquina equipada d'armes de foc; el sultà Àhmad al-Mansur volia beneficiar-se del comerç d'or. La resistència songhai es va concentrar al sud del país, a Dendi però l'imperi va esdevenir de fet una província del Marroc arribant així el final d'un dels grans imperis africans. Al cap d'uns anys els marroquins van abandonar la seva residència a Gao i es van retirar a Tombuctú on van establir una administració anomenada generalment com el Paixalik (el governador era el Paixà) on es posava askies titelles al front.
La caiguda de l'Imperi Songhai va deixar un buit de poder a gran part de l'Àfrica central, que van propiciar l'establiment de sultanats hausa, destacant els sultanats de Gobir, i l'Emirat de Kebbi a la vall del riu Rima i l'Emirat de Zamfara, que guerrejaven entre ells fent batudes d'esclaus, i per finançar la guerra constant, van imposar impostos elevats als seus ciutadans.

## Regles successòries
La successió a l'imperi passava generalment als germans, però sense un orde, el que feia que el més poderós o que estava a Gao al moment de la mort de l'anterior Askya, aconseguís el poder; els governs regionals i altres llocs importants estaven en mans de fill i germans de l'askia el que feia la rivalitat destructiva, ja que tots tenien certa base de poder.

## Llista de sobirans de la dinastia Askia
- Muhammad Turé el Gran 1493-1528
- Musa 1528-1531
- Muhammad Benkan 1531-1537
- Ismail 1537-1539
- Ishaq I 1539-1549
- Dawud 1549-1582
- al-Hajj 1582-1586
- Muhammad Bana 1586-1588
- Askia Ishaq II 1588-1591
- Al Marroc 1591-1670
  - Muhammad Gao 1591-1618
- Als tuaregs nomades 1670-1854
- Omar al-Hajj (Imperi Tokoleur) 1854-1864
- Ahmadu 1864-1893
- A França 1894-1960

A Dendi els reis songhais de la dinastia Askia van resistir i van subsistir fins a l'inici del segle xx. Vegeu Dendi.

## Reis songhais de la dinastia Askia a Dendi
- Nuh I 1591-1598
- al-Mustafà 1598- ?
- Muhammad Surku Ilji
- Harun Dancette
- al-Amin (va governar 7 anys)
- Dawud I (II) (va governar 22 anys)
- Muhammad
- Dawud II (III)
- Muhammad Bari
- Mar Shindin
- Nuh II
- al-Barak
- al-Hajj
- Ismail
- Dawud III (IV)
- Hanga vers 1700-1761
- Samsu Beri 1761-1779
- Hargani 1779-1793
- Fodi Mayrumfa 1793
- Samsu Keyna 1793-1798
- Fodi Mayrumfa 1798-1805
- Tomo 1805-1823
- Bassaru Missi Ize 1823-1842
- Bumi "Kodama Komi" 1842-1845
- Koyze Baba 1845-1864
- Koyze Baba Baki 1864-1865
- Wankoy 1865-1868
- Bigo Farma 1868-1882
- Dauda 1882-1887
- Malla 1887-1901
- A França 1901-1960

## Economia
Les bases econòmiques de l'imperi songhai van ser molt similars a les dels imperis precedents. El comerç transsaharià va ser l'activitat més lucrativa, es va exportar cap al nord de l'Àfrica, sal i or, especialment també ambre gris, goma aràbiga, pells de lleopard i esclaus. Rebien a canvi productes manufacturats com ara collarets, armes, miralls i teles de seda i de llana, a més de productes agrícoles com cavalls i blat. Les activitats agrícoles, a causa que la terra era més fèrtil, eren realitzades per nombrosos esclaus en grans propietats controlades per l'aristocràcia.
La pesca al riu Níger i la ramaderia van ser també molt importants per a l'economia. La primera activitat va desenvolupar una important indústria artesanal de fumats, que va arribar a exportar-se pels territoris veïns. La societat, fortament jerarquitzada, mostrava una gran massa de la població amb serioses dificultats per viure en el camp, i una aristocràcia polític-religiosa que al costat dels rics comerciants vivia luxosament en les grans poblacions.

## Tribus de l'Imperi Songhay
- Qoreich.[7]